# Buta (település)
Buta városa a Kongói Demokratikus Köztársaság északi részében fekszik, az Alsó-Uele tartomány fővárosa, (2009. február 18-ig, az új alkotmány életbe lépéséig az Orientale tartomány városa). Az új alkotmány az Orientale tartományt négy új tartományra osztja, ezeknek egyike lett Alsó-Uele tartomány.
A város az Itimbiro folyó partján fekszik. A városnak saját repülőtere van (Buta-Zega Airport) (IATA: BZU, ICAO: FZKJ), a város a Bumbe-Mungbere városokat összekötő, jelenleg használaton kívüli keskeny nyomsávú vasút Aketi és Isiro közti szakaszán fekszik.
2005 elején a városban a tüdőpestis járvány tört ki.